# Deutsch-Wagram
Deutsch-Wagram este un oraș situat în partea de nord-est a Austriei, în landul Austria Inferioară, la o distanță de 15 km nord-est de Viena. Este localitatea în apropiere de care s-a desfășurat bătălia de la Wagram din timpul războiului celei de-a Cincea Coaliții.